# 時空間☆世代バトル 昭和×平成 SHOWはHey! Say!
『時空間☆世代バトル 昭和×平成 SHOWはHey! Say!』（じくうかんせだいバトル しょうわ（たい）へいせい ショーはヘイセイ）は、2008年4月6日から2009年3月29日まで、毎週日曜11:45 - 12:45（JST）に、日本テレビ系列の一部で放送されていたバラエティ番組である。2008年9月までは、クイズ番組形式であったが、後の半年間はトーク番組形式であった。

## 概要
- クイズやトークを通して、昭和・平成各時代の流行・世相を比較していく内容。
- 前番組の『爆笑100分テレビ!平成ファミリーズ』からレギュラー出演者を引き継いでいるが、時空間バトルステージ（クイズパート）の進行役であるフューチャー隆（藤井隆）は、『クイズ!年の差なんて』においても、2006年以降の復活版から司会を務めていた。
- 2008年10月放送分より、コーナーが一新され、番組内容はトークがメインとなった。

## 出演

### レギュラー
昭和チーム
- 小堺一機…総合司会を兼任。
- 真矢みき
- 藤井隆…クイズパーソナリティーを兼任。

平成チーム
- Hey! Say! JUMP
  - 山田涼介
  - 中島裕翔
  - 森本龍太郎

## コーナー

### クイズブロック
クイズ!昭和と平成に聞きました!
ある共通のアンケートを昭和世代・平成世代両方に対して実施。
- 初期のルール
  - 昭和世代・平成世代のそれぞれベスト10に入った項目を昭和チームは昭和世代、平成チームは平成世代を当てる。
  - 予めジャンケンで先攻を決めた後、1人ずつ交互に口頭で解答。
  - 当初は、自分のチームのベスト10に入っていれば1点、相手チームのベスト10に入っていれば2点、それぞれ獲得（両方に入っていれば一挙に3点獲得できる）で、先に10点取ったチームの勝利。チームに10ポイントが加算されるというルールであった。
  - 後に、交互に5回解答して、どちらかのベスト10に入っていれば順位に応じたポイントを獲得できるルールに変わった。
    - 1位→10ポイント、2位→9ポイント、……、10位→1ポイント。
- 1度目のルール変更後
  - スロットで決められたテーマのランキング上位5項目を一方のチームが1分間の間により多く答える。ここで5項目全て当てる事ができれば自動的に50ポイント獲得になるが、1項目でも残していた場合は相手チームに解答権が移動、相手チームは相談して残っている順位の中から1項目を当てる。そこで相手チームが正解した場合は、10+先攻が正解した項目数×10ポイントが、不正解なら先攻チームに正解した項目数×10ポイントが、加算される。
- 2度目のルール変更後（現在）
  - アンケートで1位になったものを当てる。

映像クイズタイムスロット
- 1つのテーマに沿った、昭和と平成のVTRが流される。
- 途中でクイズが出題されるので（昭和に関する問題は平成チームに出題、平成に関する問題は昭和チームに出題）、指名された1人が代表で、口頭で答える。
- 1問正解につき10ポイント獲得。
- 問題は、各チーム2問ずつ。

歌詞当てクイズ!ヒヤ2ヒヤリング
- ヒット曲の中から、聴き取り辛い一部分が流されるので、その部分を聴いて、何と唄っているかを当てる。
- 昭和チームには平成のヒット曲、平成チームに昭和のヒット曲と、1チームずつ交互に出題される。
- 解答は、チームの中から代表者3人が筆記で答える。
- 1人正解につき10ポイント獲得。但し、不正解でもフューチャーが惜しいと判断した解答には5ポイントが加算される。
- 問題は、各チーム2問ずつ。

サビをきかせて中トロQ
- ヒット曲のサビ直前の部分（番組では「中トロ」と称している）を聴き、サビが分かった人は早押しで解答権を得てから、中央のマイクでサビの部分を正しく唄う。
- 正確に歌えれば10ポイント。ダンスなどをすると、ボーナスでポイントがもらえることもある。

嘘つきクイズ!珍事られな～い!
- 一方のチームが解答側、もう一方のチームが出題側に分かれる。
- 出題側のチームは3人が記者として、昭和チームなら昭和時代の、平成チームなら平成時代の、珍事を紹介。解答側は相談して、3人の中から本当にあった事件はどれかを当てる。
- 解答側が正解なら解答側に、不正解なら出題側に、10ポイントが加算される。

知力体力バトル 50音でファイブワード
- チームの代表者2人が挑戦。2人は解答者役とサポーター役に分かれるが、解答者役は人質役も兼ねており、セットの柱にくくりつけられる。
- お題に合った言葉を解答者が答え、セットにいるサポーターは、その言葉の文字を文字パネルから拾って、ホワイトボードに貼り付ける。ただし、文字パネルにはかな五十音が貼り付けてあり、1文字につき1回しか使えない。
  - 解答者・サポーター以外のチームのメンバーは、ヒントを出しても良い。
  - また、貼られている文字の内5文字（5枚）は赤色のボーナスカードとなっており、それらを使った言葉を作れば、1文字につき10ポイントのボーナスを獲得（ただし、風船を割ってしまった場合は、ボーナスもなし）。
- セットは電子制御によって自動的に前進していき、最終的に柱にある針によって前の巨大風船を割るという仕組みになっている。風船を割る前に5個言葉をホワイトボードに貼る事ができれば50ポイント獲得。

### トークブロック
昭和メシ×平成メシ
- テーマに沿って、昭和に流行したグルメと平成に流行したグルメを比較していく。

タイムスロットーク
- ゲストにとって思い出に残る年のVTRを見た後、その年にまつわるトークを展開していく。
- 当初は昭和の年代は小堺・真矢・藤井が、平成の年代はHey! Say! JUMPがそれぞれ聞き手（進行役）となっていたが、しばらくして撤廃され、全員が聞き手となった。

トーク交流戦
- ゲストがそれぞれ相手側のゲストに対して質問をし、そこからトークを展開していく。

思い出のジャニソン
- ジャニーズ事務所所属の歌手（男性アイドル）のヒットソングを、Hey! Say! JUMPの山田涼介・中島裕翔・森本龍太郎とジャニーズJr.が披露する。
- 当初は視聴者から投稿された思い出を山田・中島・森本の3人で紹介していた。

| 放送日        | 楽曲 | 備考 |
| ------------- | --- | --- |
| 2008年4月6日  | 抱きしめてTONIGHT（田原俊彦） | |
| 4月13日       | 仮面舞踏会（少年隊） | |
| 4月20日       | 涙くんさよなら（ジャニーズ） | |
| 4月27日       | Ultra Music Power（Hey! Say! JUMP） | DVD『Hey! Say! JUMP デビュー&ファーストコンサート いきなり!in 東京ドーム』の映像と共に披露。                                                                        |
| 5月4日        | ハイティーン・ブギ（近藤真彦） | |
| 5月11日       | DON'T U EVER STOP（KAT-TUN） | 田中聖がゲスト参加。 |
| 5月18日       | Dreams come true（Hey! Say! JUMP） | 特別編 |
| 5月25日       | Dreams come true（Hey! Say! JUMP） | 特別編 |
| 6月1日        | NAI・NAI 16（シブがき隊） | |
| 6月15日       | DAYBREAK（男闘呼組） | |
| 6月22日       | 総集編 | |
| 6月29日       | ダイナマイト（SMAP） | |
| 7月6日        | 硝子の少年（KinKi Kids） | |
| 7月13日       | ミッドナイト・シャッフル（近藤真彦） | |
| 7月20日       | Your Seed（Hey! Say! JUMP） | |
| 7月27日       | Your Seed（Hey! Say! JUMP） | |
| 8月3日        | TAKE ME HIGHER（V6） | |
| 8月10日       | 冒険ライダー（Hey! Say! JUMP） | |
| 8月17日       | アジアの夜（山田涼介） 真夏の一秒（近藤真彦） SUMMER TIME（NEWS） | |
| 8月24日       | ジェットコースター・ロマンス（KinKi Kids） | |
| 9月7日        | 硝子の少年（Kinki Kids） TAKE ME HIGHER（V6） SUMMER TIME（NEWS） | 総集編 |
| 9月14日       | SHAKE（SMAP） | |
| 9月21日       | Real Face（KAT-TUN） | |
| 9月28日       | ガラスの十代（光GENJI） | |
| 10月5日       | ドラマ『スクラップ・ティーチャー〜教師再生〜』予告映像 新曲『真夜中のシャドーボーイ』告知                                                                                | 『スクラップティーチャー教師再生』より第1話の見どころと共に披露。                                                                                                   |
| 10月12日      | 『真夜中のシャドーボーイ』PV | |
| 10月19日      | 真夜中のシャドーボーイ（Hey! Say! JUMP） | Hey! Say! JUMPメンバー全員が出演。 |
| 11月2日       | 真夜中のシャドーボーイ（Hey! Say! JUMP） | Hey! Say! JUMPメンバー全員が出演。『スクラップティーチャー教師再生』より第5話の取れたて映像と共に披露。                                                             |
| 11月9日       | 真夜中のシャドーボーイ（Hey! Say! JUMP） | Hey! Say! JUMPメンバー全員が出演。『スクラップティーチャー教師再生』より第6話の取れたて映像と共に披露。                                                             |
| 11月16日      | スクール革命（Hey! Say! JUMP） | Hey! Say! JUMPメンバー、クラスメート役で共演しているジャニーズJr.の菊池・高畑・中島も共演。『スクラップティーチャー教師再生』より第7話の取れたて映像と共に披露。    |
| 11月23日      | 真夜中のシャドーボーイ（Hey! Say! JUMP） | Hey! Say! JUMPメンバー全員が出演。『スクラップティーチャー～教師再生』よりこれまでの名場面と撮りたて映像が流れた。                                                  |
| 11月30日      | 真夜中のシャドーボーイ（Hey! Say! JUMP） | Hey! Say! JUMPメンバー全員が出演。『スクラップティーチャー～教師再生』第8話放送分より予告映像が流れた。                                                             |
| 12月7日       | スクール革命（Hey! Say! JUMP） | Hey! Say! JUMPメンバー、クラスメート役で共演しているジャニーズJr.の菊池・高畑・中島も共演。『スクラップティーチャー～教師再生』の最終回放送分より予告映像が流れた。 |
| 12月14日      | 学園ソングメドレー 涙くんさよなら（ジャニーズ） 青春アミーゴ（修二と彰）                                                                                                 | 『スクラップティーチャー～教師再生』で共演しているジャニーズJrの菊池・高畑・中島が出演                                                                              |
| 12月21日      | Hey！Say！JUMPシングルメドレー Ultra Music Power（Hey! Say! JUMP） Your Seed（Hey! Say! JUMP） Dreams come true（Hey! Say! JUMP） 真夜中のシャドーボーイ（Hey!Say!JUMP） | DVD『Hey! Say! Jump-ing Tour '08-'09』からライブ前のリハーサル映像とともに披露                                                                                      |
| 12月28日      | 愛・革命（滝沢秀明） | |
| 2009年1月11日 | 革命メドレー 愛・革命（滝沢秀明） スクール革命（Hey! Say! JUMP） | |
| 1月18日       | 風の向こうへ（嵐） Glorious（Hey! Say! JUMP） | |
| 1月25日       | Secret Code（KinKi Kids） | |
| 2月1日        | One Love（嵐） | |
| 2月8日        | 真夜中のシャドーボーイ（Hey! Say! JUMP） ONE DROP（KAT-TUN） | |
| 2月15日       | Hey! Say! JUMPスペシャルメドレー 勇気100% Dreams come ture スクール革命                                                                                                  | |
| 3月1日        | Hey! Say! JUMPソロメドレーSP.Ver 麗しのBad Girl（中島裕翔） Moonlight（山田涼介） Hey!Say!                                                                               | |
| 3月8日        | RESCUE（KAT-TUN） | |
| 3月15日       | アジアの夜（山田涼介） | 森本がバックダンサーとして出演、中島は不在。 |
| 3月22日       | いいんじゃない（Hey! Say! 7） | メンバーの知念・岡本も出演。 |
| 3月29日       | 未公開SPメドレー お祭り忍者（忍者） Chance to Change（Hey! Say! JUMP）                                                                                                   | |

## スタッフ
- ナレーション：難波圭一、神代知衣
- 構成：桜井慎一、渡辺真也、藤井やすひろ、遠藤敬
- 構成ブレーン：舘川範雄
- TM：江村多加司
- SW：岩本茂、安藤康一
- CAM：小林宏義
- MIX：大島康彦
- AUD：青山禎矢、藤岡絵里子
- VE：石野太一
- VTR：斉藤孝行
- 照明：高橋明宏
- 美術プロデューサー：大川明子
- デザイン：渡辺俊太
- 美術進行：山本澄子
- 大道具：松島世理亜
- 装置：佐藤政仁
- 電飾：佐藤勉
- 小道具：尾橋直樹
- 植木装置：成田燿穂
- 持道具：三野尚子
- 衣裳：須崎美和
- メイク：奥松かつら
- フードコーディネーター：尼子尚子
- タイトル：小柴直之
- CG：嵯野ともこ
- 編集：秋田正樹
- MA：植木俊彦
- 音効：石川一宏
- 技術協力：NiTRO、麻布プラザ、ミジェット
- 美術協力：日テレアート
- 協力：ジャニーズ事務所
- 編成：吉田和生
- 編成・企画：安島隆
- 宣伝：立柗典子
- アーカイピスト：小倉徹、石田峰一
- TK：坂本幸子
- デスク：古賀友佳理
- AD：阿部雄一郎、関根健二、玉井翔、松崎秀峰、後原英也、妹尾友祐、平野香奈美
- AP：坂井康世、山口敦司
- ディレクター：黒川高、武末大作、長嶺望、森本雅也、波多野俊介、栗原利典、武信考、井上芳朗、村井創太郎
- 演出：芦澤英祐
- プロデューサー：環真吾→松本京子/天笠ひろ美、野田義人
- チーフプロデューサー：安岡喜郎
- 制作協力：THE WORKS、SION
- 制作著作：日本テレビ

## ネット局と放送時間
- 「YOUたち!」、「平成ファミリーズ」から継続の他に新規にネットを開始した局も存在する。
- 同時ネット局は「ニッポン縦断おかず発見!ルート88」とセットでネットされている局も多い 。（「この後すぐ」の番宣は中京テレビからの裏送り）

| 放送対象地域 | 放送局                | 系列           | 放送日時             | ネット状況 |
| ------------ | --------------------- | -------------- | -------------------- | ---------- |
| 関東広域圏   | 日本テレビ（NTV）     | 日本テレビ系列 | 毎週日曜 11:45-12:45 | 制作局     |
| 福島県       | 福島中央テレビ（FCT） | 日本テレビ系列 | 毎週日曜 11:45-12:45 | 同時ネット |
| 新潟県       | テレビ新潟（TeNY）    | 日本テレビ系列 | 毎週日曜 11:45-12:45 | 同時ネット |
| 福岡県       | 福岡放送（FBS）       | 日本テレビ系列 | 毎週日曜 11:45-12:45 | 同時ネット |
| 長崎県       | 長崎国際テレビ（NIB） | 日本テレビ系列 | 毎週日曜 11:45-12:45 | 同時ネット |
| 静岡県       | 静岡第一テレビ（SDT） | 日本テレビ系列 | 水曜 24:29 - 25:29   | 10日遅れ   |
| 沖縄県       | 琉球放送（RBC）       | TBS系列        | 金曜 15:25 - 16:25   | 12日遅れ   |

### 過去のネット局
- 札幌テレビ - 当番組から同時ネット局として加わったが半年後の2008年9月28日をもって打ち切り。後枠はスポーツ中継など全国ネット・ローカルでの特別番組がない限り『笑ってコラえて』の再放送となっていた。
- 中京テレビ - 18日遅れの深夜放送だったが2008年10月1日をもって打ち切り。なお、東京キー局と同じ時間帯は『ダウンタウンDX』（ytv制作）などの再放送を放送していた。
- 読売テレビ - 4日遅れの深夜放送だったが2008年11月28日をもって打ち切り。なお、東京キー局と同じ時間帯は『ウラネタ芸能ワイド 週刊えみぃSHOW』を放送していた。